# بادي واترس
بادي واترس (بالإنجليزية: Paddy Waters)‏ (31 يناير 1922 - 2 مارس 2004) هو لاعب كرة قدم أيرلندي في مركز قلب الدفاع. لعب مع بريستون نورث إيند.